# ستاره (فیلم ۱۹۸۲)
«ستاره» (انگلیسی: Star (1982 film)) یک فیلم است که در سال ۱۹۸۲ منتشر شد.